# Ethan Van Sciver
Ethan Daniel Van Sciver (n. 3 de septiembre de 1974) es un artista estadounidense de cómics. Es conocido por su estilo meticuloso y detallado que Geoff Johns afirma que "refleja la profundidad a la que Van Sciver explora la mitología de sus personajes". En 2017, Sciver creó un canal de Youtube, "ComicArtistPro Secrets", donde da comentarios sobre cómics que dibujo y el proceso creativo. También responde preguntas en livechats y ha entrevistado a otros creadores de cómics, como Mark Waid, Dan Slott y Kelley Jones.

### DC
- Batman/Catwoman: Trail of the Gun, miniserie, N.º 1-2 (2004)
- Flash: Iron Heights (2001)
- Flash: Rebirth, miniserie, N.º 1-6 (2009)
- Flash 80-Page Giant (Impulso) N.º 1 (1998)
- Green Lantern: Rebirth, miniserie, N.º 1-6 (2004–05)
- Green Lantern, (Vol. 4) N.º 1 (junto con Carlos Pacheco); #4-5, 9 (dibujo, tintas y color); #25 (junto con Ivan Reis) (2005-08)
- Green Lantern: Secret Files & Origins 2005
- Green Lantern: Sinestro Corps Special N.º 1 (2007)
- Hawkman, (Vol. 4) Nº13 (2003)
- Impulse Nº41, 50-52, 54-58, 62-63, 65-67 (1998-2000)
- JLA Secret Files #3 (entre otros artistas) (2000)
- Justice Leagues: JL?, one-shot (2001)
- Justice League of America, (Vol. 4) Nº20 (2006)
- Superman/Batman Nº28-30 (2006)
- Secret Origins 80-Page Giant (Wonder Girl) N.º 1 (1998)
- Untold Tales of Blackest Night N.º 1 (entre otros artistas) (2010)
- War of the Supermen (Free Comic Book Day) N.º 0 (entre otros artistas) (2010)

### Marvel
- Weapon X: The Draft - Wild Child (2002)
- Wolverine Nº179 (2002)
- New X-Men Nº117-118, 123, 133 (2001–02)